# Gai Licini Calvus
Gai Licini Calvus (llatí: Gaius Licinius Calvus), va ser un militar romà, tribú i magister equitum. Formava part de la gens Licínia, una família romana plebea.
Va ser fill de Publi Licini Calvus. Va ser tribú amb poder consolar l'any 377 aC i magister equitum del dictador Publi Manli Capitolí l'any 368 aC, un càrrec que es va atorgar per primera vegada a un plebeu aquell any.
Plutarc considera que aquest magister equitum és el mateix que el cèlebre jurista Gai Licini Calvus Estoló, que en aquella època era tribú de la plebs, però no es pot creure que un tribú pogués haver ocupat el càrrec de magister equitum. Dió Cassi també l'anomena erròniament Licini Estoló.